# IC 5047
IC 5047 — галактика типу SBcd () у сузір'ї Мікроскоп.
Цей об'єкт міститься в оригінальній редакції індексного каталогу.